# University of Technology, Sydney

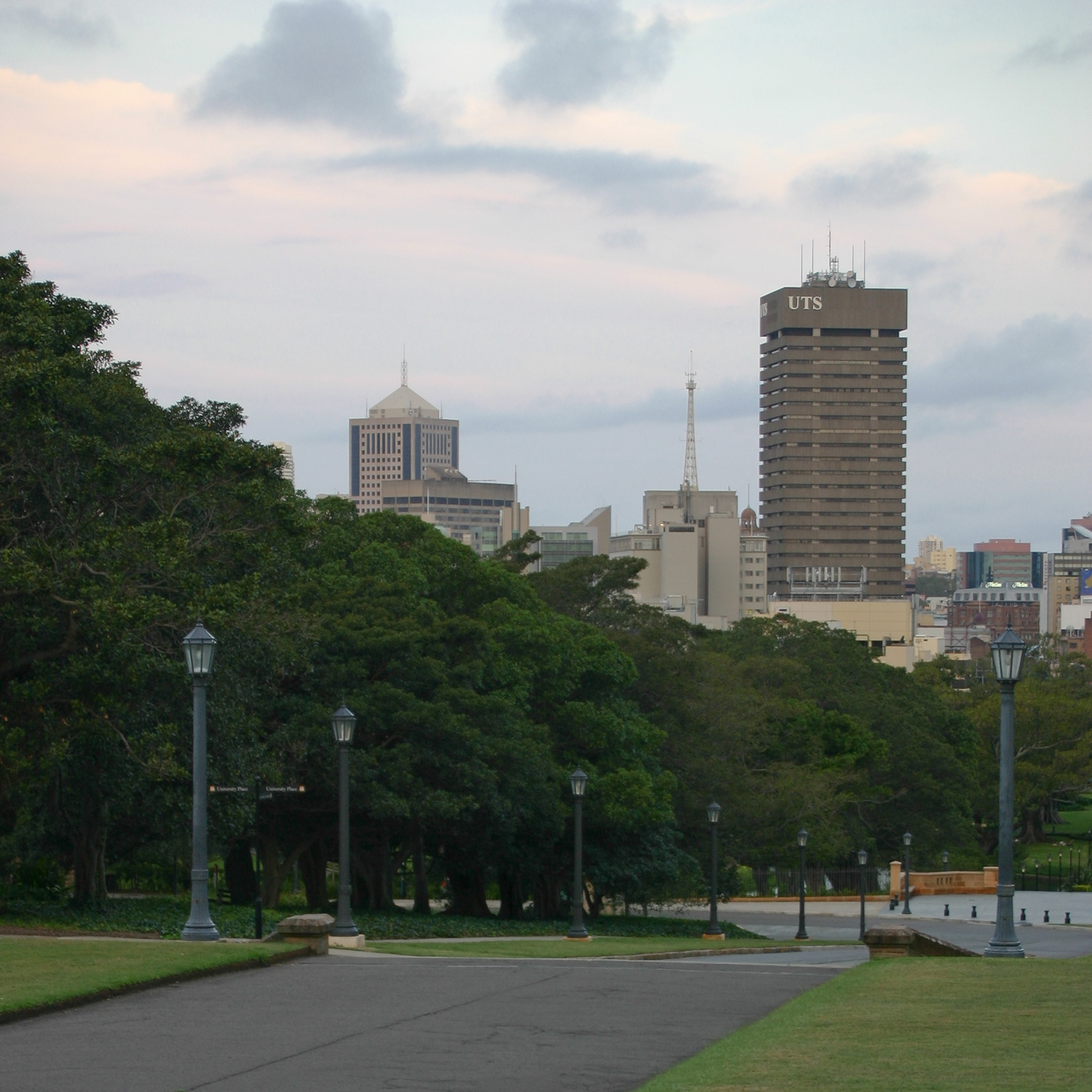
Der UTS Tower, das Hauptgebäude der Universität

Die University of Technology, Sydney (UTS) ist eine technische Universität in Sydney, New South Wales, Australien. Unter der Leitung von Kanzler Andrew Parfitt hat sich die UTS als führende junge Universität Australiens etabliert. In den QS World University Rankings zählt die University of Technology Sydney (UTS) weltweit zu den Top 100 Universitäten und belegt dort den 90. Platz.
Die Universität ist zudem Sitz von über 45 Forschungszentren und -instituten, die häufig mit Partnern aus Industrie und Regierung zusammenarbeiten.
Mehr als 180 verschiedene Clubs und Gesellschaften bereichern das studentische Leben an der UTS. Die Sportmannschaften der Universität, betreut von UTS Sport, nehmen an den UniSport Nationals sowie an weiteren nationalen Meisterschaften teil. Bis 2022 zählt die Universität über 270.000 Alumni in 140 Ländern.
2014 wurde die Universität im Rahmen des UTS City Campus Masterplans unter anderem um einen Neubau des amerikanischen Architekten Frank Gehry erweitert.

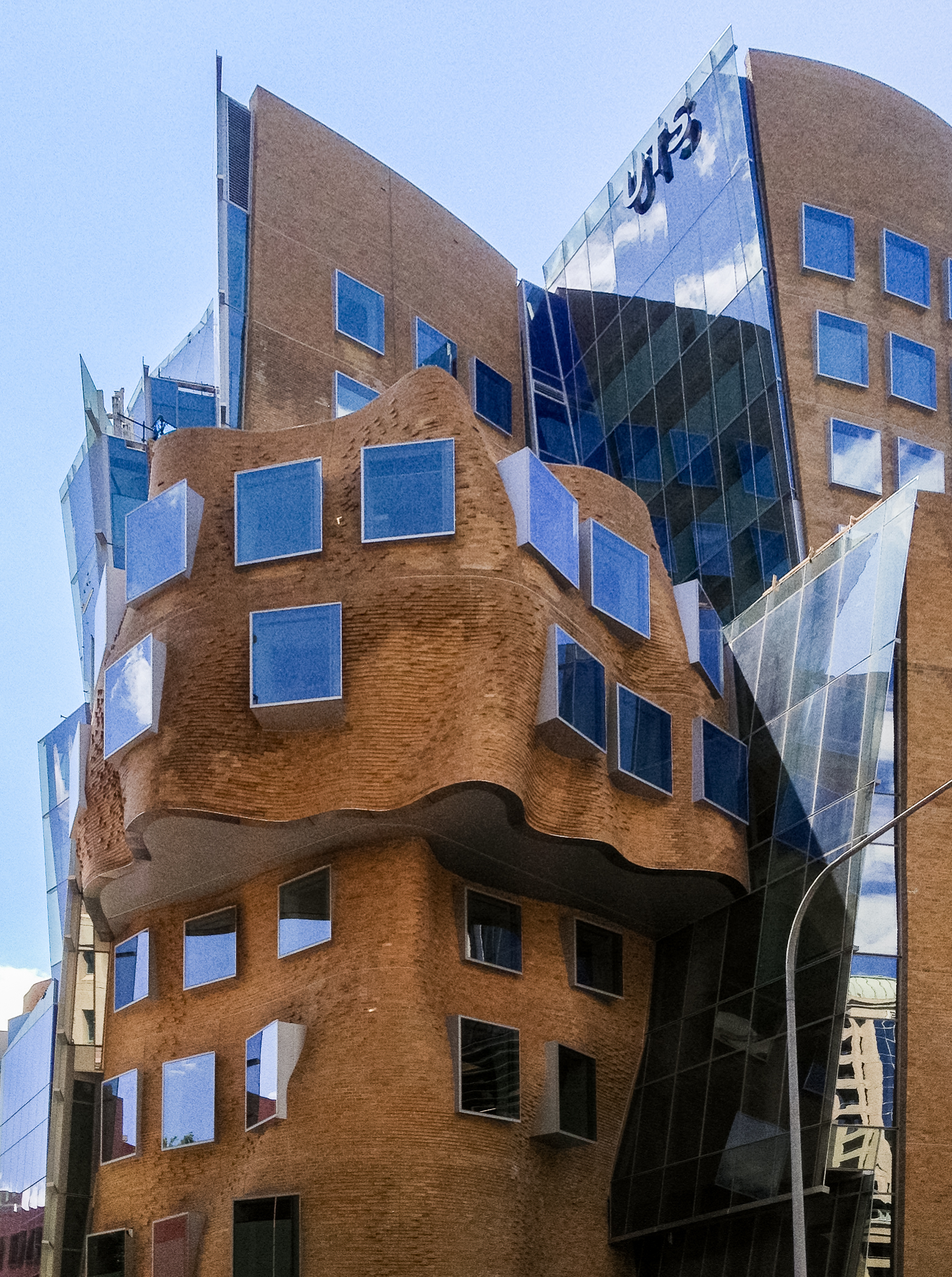
Das UTS-Dr-Chau-Chak-Wing-Gebäude, die UTS Business School, entworfen von Frank Gehry

## Zahlen zu den Studierenden
Die UTS strukturiert sich in 9 Fakultäten und Schulen, die zusammen 130 Bachelor- und 210 Masterprogramme administrieren. Im Jahr 2022 waren 44.615 Studierende eingeschrieben, darunter 32.825 in Bachelorstudiengängen. Die Universität ist zudem Sitz von über 45 Forschungszentren und -instituten, die häufig mit Partnern aus Industrie und Regierung zusammenarbeiten.

## Fakultäten

UTS City Campus

Die Universität gliedert sich in die folgenden Fakultäten:
- Wirtschaftswissenschaften
- Design, Architektur und Bauingenieurwesen
- Pädagogik
- Ingenieurwissenschaften
- Geistes- und Sozialwissenschaften
- Informatik
- Internationale Studien
- Rechtswissenschaften
- Medizin
- Naturwissenschaften

## Bekannte Absolventen
- Peter Cronau, Journalist und TV-Produzent
- Hugh Jackman (* 1968), Schauspieler; Geisteswissenschaftliche Fakultät – Bachelor in communications (Journalismus)